# 1867 ve fotografii

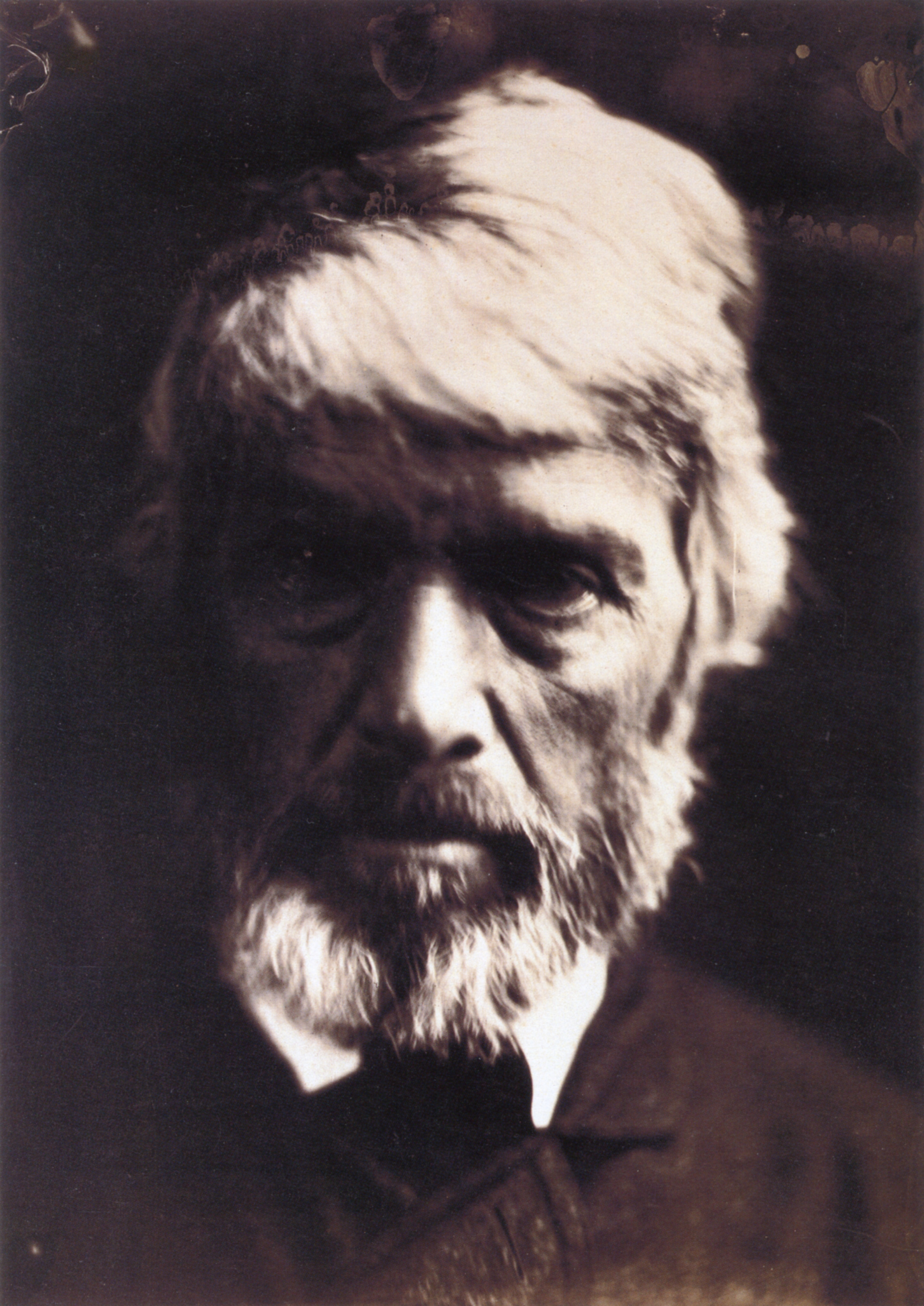
Julia Margaret Cameronová: Thomas Carlyle jako Michelangelova socha, 1867

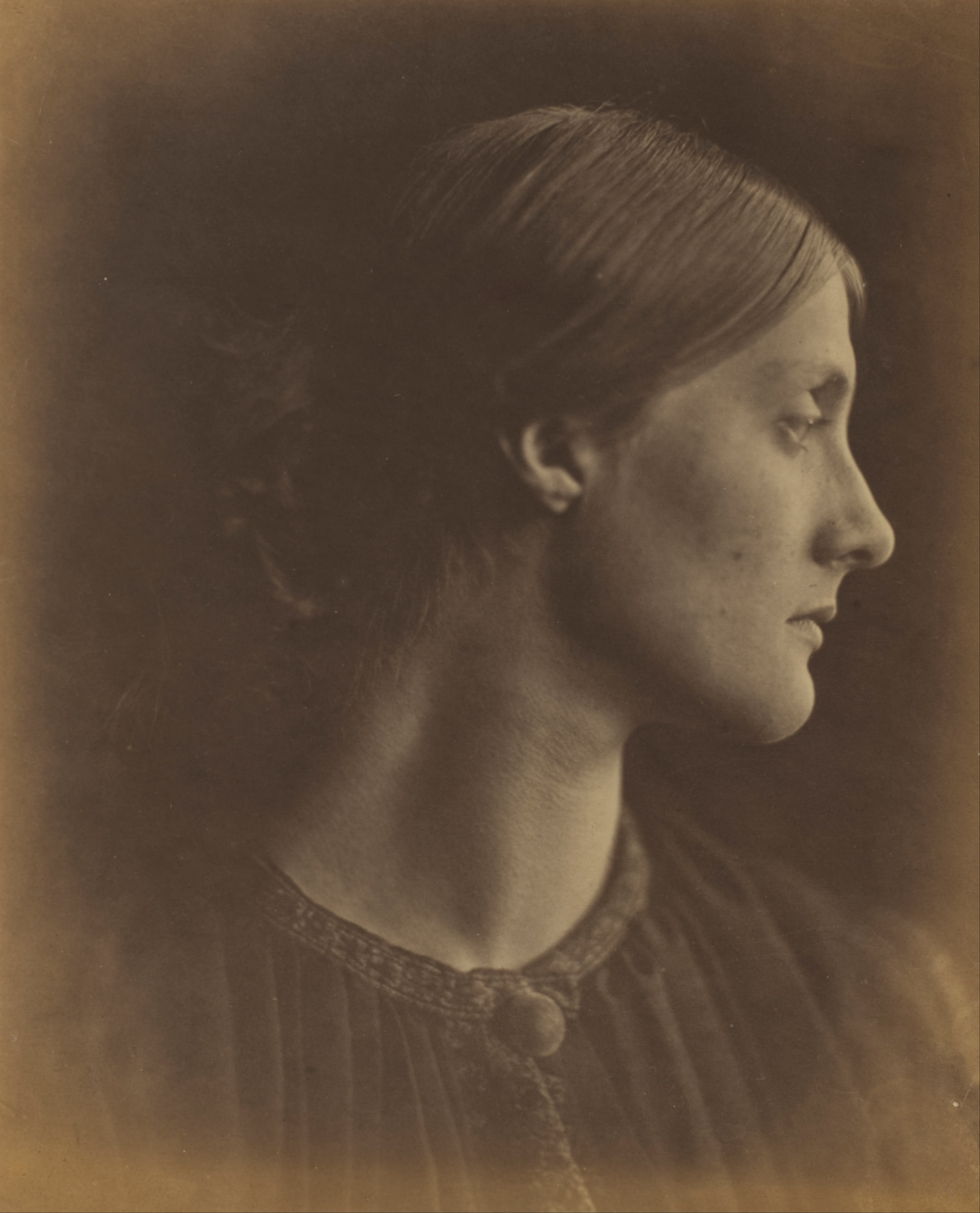
Julia Margaret Cameronová: Snímek ze série portrétů své neteře Profily Julie Jacksonové

Tento článek obsahuje významné fotografické události v roce 1867.

## Události
- Světová výstava 1867
- Julia Margaret Cameronová pořídila fotografii skotského spisovatele a historika s názvem Thomas Carlyle jako Michelangelova socha[1] a několik portrétů své neteře Profily Julie Jacksonové.
- Josef Böttinger v roce 1867 založil ateliér v Plzni, kde fotografoval portréty, lidové zvyky i události.[2]
- Francouzský fotograf Félix Bonfils, aktivní na Blízkém východě, založil fotoateliér Maison Bonfils v Bejrútu.

## Narození v roce 1867
- 27. ledna – Pirie MacDonald, americký fotograf († 22. dubna 1942)
- 28. ledna – Johannes Meiner, německý fotograf působící především ve švýcarském Curychu († 15. června 1941)
- 1. dubna – Charlotte Pothuis, nizozemská malířka a fotografka († 24. ledna 1945)
- 14. května – Alice Boughtonová, americká portrétní fotografka († 21. června 1943)
- 8. srpna –  Fernando Navarro Ruiz, španělský fotograf († 1944)
- 16. září – Eva Watson-Schütze, americká fotografka a malířka († 1935)
- 15. října – Sergej Borisov, ruský fotograf († 31. srpna 1931)
- 29. listopadu – Karel Váňa, herec a fotograf († 21. května 1951)
- 5. prosince – Josef Vejnar, lékař a fotograf († 19. ledna 1934)
- ? – Karl Anderson, norský fotograf narozený ve Švédsku († 26. března 1913)
- ? – Stefanos Stournaras, řecký malíř a fotograf, průkopník fotografie ve Volosu († 22. srpna 1928)
- ? – Václav Velebný, bulharský fotograf českého původu († 1931)
- ? – Henri Gaden, francouzský voják, lingvista, koloniální správce, etnolog a fotograf, první velký specialista na jazyk a kulturu etnika Fulbů (24. ledna 1867 – 12. prosince 1939)
- ? – Florence Maynardová, americká portrétní fotografka se studiem v Bostonu (6. května 1867 – 1958)
- ? – Ambrose Lomax, jihoafrický fotograf a chemik, provozoval fotografické studio, dokumentoval obraz Jihoafrické republiky na konci 19. a na počátku 20. století, hlavně v Moltenu a Adelaide (15. srpna 1867 – 20. ledna 1943)
- ? – Ricardo Acevedo Bernal, kolumbijský portrétista, skladatel a fotograf (4. května 1867 – 7. dubna 1930)
- ? – Emma Turner, anglická ornitoložka a průkopnice fotografování ptáků, velkou část svého života zasvětila pozorování, fotografování, přednáškám a psaní o ptácích a prosazování jejich ochrany (9. června 1867 – 13. srpna 1940)
- ? – Hedvig Rosendahlová, švédská fotografka a ilustrátorka, malovala vánoční, novoroční a velikonoční přání, v letech 1897–1910 provozovala fotografická studia ve Stockholmu (1867–1929)

## Úmrtí v roce 1867
- 21. března – Arie Ketting de Koningh, nizozemský malíř, kreslíř, litograf a fotograf (* 3. srpna 1815)
- 21. dubna – Jessie Mann, raná skotská fotografka, asistentka Davida Octavia Hilla a Roberta Adamsona (* 20. ledna 1805)
- 27. prosince – Antoine Claudet, francouzský fotograf (* 12. srpna 1797)
- ? – Auguste Belloc, francouzský fotograf (* 1800)